# The Flash (9.ª temporada)
A nona e última temporada da série de televisão americana de super-heróis The Flash, baseada no personagem da DC Comics, Barry Allen / Flash, foi anunciada em 22 de março de 2022 e estreou em 8 de fevereiro de 2023. É ambientado no Arrowverse, compartilhando continuidade com as outras séries de televisão do universo, e é um spin-off de Arrow. Ele também atuará como a conclusão do Arrowverse. A temporada é produzida pela Berlanti Productions, Warner Bros. Television e DC Entertainment, com Eric Wallace atuando como showrunner.
As filmagens da temporada começaram em setembro de 2022 e devem terminar em março seguinte. Grant Gustin estrela como Barry Allen / Flash, com os principais membros do elenco Candice Patton, Danielle Panabaker, Danielle Nicolet, Kayla Compton e Brandon McKnight também retornando das temporadas anteriores, enquanto Jon Cor foi promovido a regular da série de seu status recorrente nas duas temporadas anteriores.
Eric Wallace se baseou no último episódio de Lost (série de televisão) durante a preparação do final de Flash. Ele explicou o motivo dessa inspiração: "São duas horas de pura emoção. Eu pensei muito sobre o que realmente tem de bom ali, o que podemos aproveitar. Não são as mesmas histórias, longe disso. Falo sobre sentimentos. Há sentimentos e situações daquele final [de Lost] que eu procurei emular em Flash".

## Episódio
A nona temporada será composta por 13 episódios. Eles serão divididos em pelo menos dois arcos de enredo "Graphic Novel", conhecidos como o oitavo e o nono romance gráfico, respectivamente; esta numeração continua a partir dos primeiros sete "Graphic Novels" estabelecidos nas três temporadas anteriores.
| Parte Novela Gráfica #8 |   |                                     |                 |                                   |                         |           |      |
| 172 | 1 | "Wednesday Ever After"              | Vanessa Parise  | ASA                               | 8 de fevereiro de 2023  | T27.14901 | 0.51 |
| Uma semana após a derrota de Eobard Thawne, Barry Allen cria um "livro de mapas" observando eventos futuros, incluindo sua promoção a diretor da Divisão CSI do Departamento de Polícia de Central City (CCPD) de Kristen Kramer, Cat Grant se oferecendo para comprar Central City Citizen Media de Iris West-Allen e sua luta contra Owen Mercer/Capitão Boomerang. A bateria do Roemer Accelerator que Mercer estava roubando explode, prendendo Barry e Iris em um loop temporal, e eles discutem sobre seu futuro. Joe West e Cecile Horton diga a Barry que o futuro é algo que você cria, não segue, levando-o a queimar o livro. No loop final, Barry acelera com o acelerador, anulando uma explosão nuclear enquanto Chester P. Runk e Allegra Garcia se beijam. Barry e Iris aceitam suas ofertas, com a última adquirindo o Coast City Gazette. Joe e Cecile falam sobre deixar Central City. Barry se encontra com "Caitlin Snow" e descobre que ela não é nem Caitlin nem Frost . Mercer fornece a fonte de energia a um velocista com um emblema semelhante a um morcego. |   |                                     |                 |                                   |                         |           |      |
| 173 | 2 | "Hear No Evil"                      | Eric Wallace    | Jonathan Butler & Kristen Kim     | 15 de fevereiro de 2023 | ASA       | ASD  |
| 174 | 3 | "Rogues of War"                     | Brenton Spencer | ASA                               | 22 de fevereiro de 2023 | ASA       | ASD  |
| 175 | 4 | "The Mask of the Red Death, Part 1" | Menhaj Huda     | Joshua V. Gilbert & Emily Palizzi | 1 de março de 2023      | ASA       | ASD  |

O sexto episódio foi escrito por Thomas Pound e Jess Carson. Danielle Panabaker dirigiu o nono episódio, enquanto Kayla Compton dirigiu o décimo primeiro.

## Elenco e personagens

### Principal
- Grant Gustin como Barry Allen / The Flash
- Candice Patton como Iris West-Allen
- Danielle Panabaker como Crystalfrost / Frost II[a]
- Danielle Nicolet como Cecile Horton
- Kayla Compton como Allegra Garcia
- Brandon McKnight como Chester P. Runk
- Jon Cor como Mark Blaine / Chillblaine

### Recorrente
- Jesse L. Martin como Joe West
- Richard Harmon como Owen Mercer / Captain Boomerang[13]

### Convidado
- Carmen Moore como Kristen Kramer
- Rachel Drance como Taylor Downs
- Josh Chambers como Joey Monteleone / Tar Pit
- Stephanie Izsak como Daisy Korber
- Javicia Leslie como Ryan Wilder / Batwoman e Red Death[38]
- Nicole Maines como Nia Nal / Dreamer[39]
- Andy Mientus como Hartley Rathaway / Pied Piper[40]
- David Ramsey como John Diggle / Spartan[17]
- Keiynan Lonsdale como Wally West / Kid Flash[17]
- Sendhil Ramamurthy como Ramsey Rosso / Bloodwork[17]
- Stephen Amell como Oliver Queen / Green Arrow[41][42]
- Damion Poitier como Keith Kanyon / Goldface[20]
- Max Adler como Jaco Birch / Hotness[20]
- John Wesley Shipp como Henry Allen[21]
- Michelle Harrison como Nora Allen[21]
- Patrick Sabongui como David Singh
- Rick Cosnett como Eddie Thawne[22]
- Matt Letscher como Eobard Thawne / Reverse-Flash[22]
- Jessica Parker Kennedy como Nora West-Allen / XS[22]

Também programado para aparecer nesta temporada é Murmur, que foi anteriormente interpretado por Adrian Glynn McMorran na terceira temporada de Arrow.

## Produção

### Desenvolvimento
Em abril de 2020, o astro da série Grant Gustin disse que houve discussões sobre a renovação da série até a nona temporada, mas elas foram paralisadas devido à pandemia de COVID-19. Em janeiro de 2022, quando a oitava temporada estava em seu hiato no meio da temporada, Gustin assinou um contrato de um ano para 15 episódios para uma nona temporada, com seu salário aumentado para $ 200.000 por episódio. Em 22 de março de 2022, a CW renovou a série para uma nona temporada. Em 1º de agosto, foi anunciado que seria a última temporada da série, com uma ordem abreviada de 13 episódios. O showrunner Eric Wallace afirmou que o elenco e a equipe originalmente esperavam que a série terminasse na oitava temporada, mas depois que a nona temporada foi encomendada, Wallace reescreveu o final da oitava temporada para não ser um final da série.

### Elenco
Os principais membros do elenco Gustin, Candice Patton, Danielle Panabaker, Danielle Nicolet, Kayla Compton e Brandon McKnight retornam como Barry Allen / The Flash, Iris West-Allen, Frost, Cecile Horton, Allegra Garcia e Chester P. Runk. Jesse L. Martin, que interpretou Joe West ao longo da série, saiu como regular, embora seja esperado que ele repita na temporada. Em outubro de 2022, Jon Cor foi promovido a regular da série para a temporada.

### Filmagem
As filmagens começaram em 14 de setembro de 2022, e estão programadas para terminar em 6 de março de 2023.

## Lançamento
A temporada estreou em 8 de fevereiro de 2023.

## Audiência
| № | Título                 | Exibição original | Rating/share (18–49) | Audiência (em milhões) | DVR (18–49)    | Audiência em DVR (milhões) | Total (18–49)  | Audiência total (em milhões) |
| - | ---------------------- | ----------------- | -------------------- | ---------------------- | -------------- | -------------------------- | -------------- | ---------------------------- |
| 1 | "Wednesday Ever After" | February 8, 2023  | 0.1                  | 0.51                   | por determinar | por determinar             | por determinar | por determinar               |